# Home, Sweet Home
Home, Sweet Home é um filme mudo biográfico e dramático norte-americano, escrito e dirigido por D. W. Griffith em 1914, inspirado pela canção "Home, Sweet Home", de John Howard Payne. O filme foi estrelado por Henry B. Walthall, Dorothy Gish, Lillian Gish, Mae Marsh, Robert Harron e Mary Alden.

## Elenco

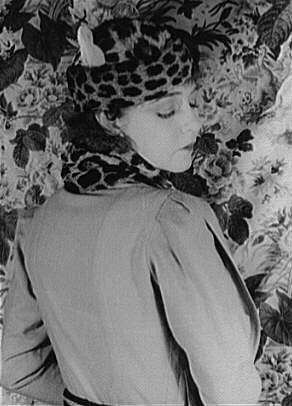
O filme estrelado por Dorothy Gish

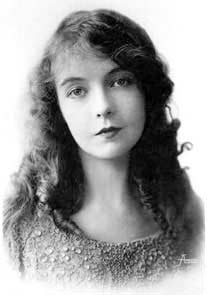
Lillian Gish

- Henry B. Walthall
- Josephine Crowell
- Lillian Gish
- Dorothy Gish
- Fay Tincher
- Mae Marsh
- Spottiswoode Aitken
- Robert Harron
- Miriam Cooper
- Mary Alden
- Donald Crisp
- Earle Foxe
- James Kirkwood
- Jack Pickford
- Fred Burns
- Courtenay Foote
- Blanche Sweet